# Pålträsket, Norrbotten
Pålträsket är en sjö i Luleå kommun i Norrbotten och ingår i Råneälven-Altersundets kustområde. Sjön har en area på 1,59 kvadratkilometer och ligger 28 meter över havet. Sjön avvattnas av vattendraget Pålträskbäcken.

## Delavrinningsområde
Pålträsket ingår i det delavrinningsområde (732795-178621) som SMHI kallar för Utloppet av Pålträsket. Medelhöjden är 43 meter över havet och ytan är 6,47 kvadratkilometer. Det finns inga avrinningsområden uppströms utan avrinningsområdet är högsta punkten. Pålträskbäcken som avvattnar avrinningsområdet har biflödesordning 2, vilket innebär att vattnet flödar genom totalt 2 vattendrag innan det når havet efter 25 kilometer. Avrinningsområdet består mestadels av skog (62 procent). Avrinningsområdet har 1,59 kvadratkilometer vattenytor vilket ger det en sjöprocent på 24,6 procent.